# Platte (Insel)
Platte (französisch Île Platte, englisch Platte Island) ist eine zur Republik der Seychellen gehörende Koralleninsel im Indischen Ozean. Sie liegt etwa 135 Kilometer südlich der Hauptinsel Mahé und zählt zu den sogenannten Outer Islands der Seychellen. Gemeinsam mit der 171 Kilometer südöstlich gelegenen Insel Coëtivy wird sie zur Gruppe der „Südlichen Koralleninseln“ gezählt. Die Insel wurde 1769 von Lieutenant de Lampériaire of La Curieuse entdeckt und wegen ihrer Flachheit Platte benannt.

## Geographie
Die Insel Platte ist in Nord-Süd-Richtung 1250 Meter lang, in Ost-West-Richtung maximal 550 Meter breit und weist eine Landfläche von 0,54 km² (54 Hektar) auf. Sie gehört zu einem größtenteils versunkenen Atoll, welches bei einer Ausdehnung von 25 mal 14 Kilometer eine Fläche von etwa 270 km² bedeckt. Die Insel ist von Korallenriffen umgeben, deren Öffnungen im Nordwesten ein Anlanden mit Booten ermöglichen.

## Geschichte
Die gesamte Insel ist seit 2024 ein Waldorf Astoria Luxus Resort (Waldorf Astoria Seychelles Platte Island) und komplett mit Bungalows überbaut.

## Verkehr
Die flache und bewaldete Insel wird durch eine 900 Meter lange Landebahn geteilt. Der Flugplatz, der den ICAO-Code FSPL aufweist, wird nur gelegentlich von der Island Development Company (IDC) aus Mahé angeflogen.